# Dowsing For The Future
『Dowsing For The Future』（ダウジング フォー ザ ヒューチャー）は、BIGMAMAの2枚目のオリジナルアルバム。2008年12月3日にRX-RECORDSよりリリースされた。

## 概要
前作『Love and Leave』から1年ぶりのリリース。本作はBIGMAMA自身初となる、日本語詞の楽曲が収録された意欲作である。また、金井政人によるセルフライナーノーツも封入されている。
前作では、出会いと別れについて表現したが、今作では一歩進んだところ、金井曰く「出会いや別れの意味を考える事」を表現したかったと明かしている。また人の出会いを、何かを探したいときにその行き先を指し示してくれるダウジング・ロッドという道具に例え、「未来は自分の手で掘り起こしていかないと見つからない」というメッセージを込めたと発言している。
また本作は2013年8月28日に、1stアルバム『Love and Leave』と3rdアルバム『and yet, it moves 〜正しい地球の廻し方〜』と並び、ベストプライス盤と称してジャケットを簡易化させ、シングルCDと同価格の税抜1000円で再リリースされている
。

発売記念インストアライブ～20081220　タワレコ渋谷店にて　（TOWER RECORD渋谷店、新宿店、吉祥寺店にて予約者優先で入場券配布）

## 楽曲解説
Paper-craft
初めて日本語で詞を作成した楽曲。MVが作られている。
金井は、この楽曲の出だしのフレーズは、自身のパーソナリティを端的に表していると発言している。
The Game Is Over
2005年10月12日にRX-RECORDSからリリースされたオムニバスアルバム『...of newtypes』や、デモCDに収録されていた楽曲のリメイク作品。
原曲は高校時代に完成しており、当時の英語力が不完全であったことから、歌詞は書き直されている。
Dowsing For The Future
表題曲。今作のメッセージが一番描かれている楽曲。

## 収録曲
| 全作曲・編曲: BIGMAMA。 |                                                 |                      |            |      |
| #                       | タイトル                                        | 作詞                 | 作曲・編曲 | 時間 |
| 1.                      | 「Paper-craft」                                 | 金井政人             | BIGMAMA    | 4:06 |
| 2.                      | 「Gum Eraser」                                  | 金井政人・リアド偉武 | BIGMAMA    | 1:56 |
| 3.                      | 「『それはきっと天使が長く勤まらない理由』」    | 金井政人             | BIGMAMA    | 3:26 |
| 4.                      | 「The Game Is Over」                            | リアド偉武           | BIGMAMA    | 3:31 |
| 5.                      | 「“MISSION 481”」                               | 金井政人             | BIGMAMA    | 3:41 |
| 6.                      | 「make a booboo」                               | 金井政人             | BIGMAMA    | 1:46 |
| 7.                      | 「My Greatest Treasure」                        | 金井政人             | BIGMAMA    | 4:27 |
| 8.                      | 「Sleeping Beauty〜二度寝する眠れる森の美女〜」 | 金井政人             | BIGMAMA    | 3:37 |
| 9.                      | 「just a tool」                                 | 金井政人             | BIGMAMA    | 3:11 |
| 10.                     | 「Cinderella〜計算高いシンデレラ〜」            | 金井政人             | BIGMAMA    | 4:42 |
| 11.                     | 「Dowsing For The Future」                      | 金井政人・リアド偉武 | BIGMAMA    | 5:26 |
| 合計時間:               | 合計時間:                                       | 合計時間:            | 39:49      |      |